# Malmö Idrottsgrundskola
Malmö idrottsgrundskola (MIGR) är en grundskola för idrottsutövare i årskurserna 7-9. Skolan ligger vid Stadion och i Friidrottsarenan Atleticum på Eric Perssons väg 1 i Malmö.

## Historia
Richard Ohlqvist och Staffan Tapper började för 14 år sedan att använda fotboll som ett pedagogiskt hjälpmedel i en av klasserna på Kirsebergsskolan i Malmö. Ett tag senare flyttades verksamheten till Lorensborgsskolan och från 2009 så har verksamheten funnits på Swedbank stadion och Atleticum. I samband med flytten så fick skolan namnet Malmö idrottsgrundskola och ytterligare sporter tillkom utöver fotboll, såsom friidrott, simning, simhopp, tennis, badminton, squash. År 2012 tillkom även innebandy, basket, ishockey, gymnastik och konståkning. Även handboll har tillkommit på senare tid. 

## Sporter
- Badminton: Träningen bedrivs av MBA Malmö badmintonakademi på Malmö badmintoncenter. Tränaren är Jesper de Waal.
- Basket: Träningen bedrivs av Malbas i Baltiska hallen. Tränaren är Rade Vojnovic.
- Fotboll flickor: Träningen bedrivs av FC Rosengård på Stadion och i Kombihallen. Tränaren är Robin Jarfäll.
- Fotboll pojkar: Träningen bedrivs av Malmö FF på Stadion och i Kombihallen. Tränaren är Per-Ola Lindqvist för årskurs 7, Jonathan Palmén för årskurs 8 och Max Westerberg för årskurs 9.
- Friidrott: Träningen bedrivs av MAI på Malmö Stadion och i Atleticum. Tränaren är Alexander Tursell.
- Gymnastik: Träningen bedrivs av Motus Salto i Sofielunds idrottshus. Tränarna är Eddie Olsson för manlig artistisk gymnastik, Janie Ahlström för kvinnlig artistisk gymnastik.
- Innebandy: Träningen bedrivs av Malmö Floorball Academy i Baltiska hallen. Tränaren är Mikael Karlberg.
- Handboll: Träningen bedrivs av IFK Malmö i Baltiska hallen och i Baltiska träningshallen. Tränaren är Ion Vargalui.
- Tennis: Träningen bedrivs av Malmö tennisklubb på Hyllie sportcenter. Tränaren är Anders Påhlsson.
- Karate: Träningen bedrivs  av GAK Enighet  på Enighet Sportcenter. Tränare är Aleksandar Milosavlevic
- Konståkning: Träningen bedrivs av Malmö konståkningsklubb i Malmö Isstadions träningshall. Tränaren är Ela Magnusson.
- Simhopp: Träningen bedrivs av MKK i Simhallsbadet. Tränaren är Jonathan Jörnfalk.
- Simning: Träningen bedrivs av MKK i Simhallsbadet. Tränaren är Elin Nilsson.
- Squash: Träningen bedrivs av Malmö Squash Rackets Club på Bellevuestadion. Tränaren är Helen Johansson.[3]

## Framtiden
Det håller på att byggas en ny idrottsgrundskola och sporthall mitt emot den nuvarande idrottsgrundskolan som beräknas vara klara till 2020. Den nya idrottsgrundskolan förväntas kunna ta emot cirka 500 elever. Sporthallen kommer mest att användas av grundskolan, men även av idrottsgymnasiet och till externa arrangemang. Den nya sporthallen planeras ha plats för 1500 åskådare. På skolbyggnadens takterrass kommer det bland annat finnas utegym och planteringar. Det kommer finnas en gångbro mellan skolbyggnaden och takterrassen på sporthallen. Man ska även bevara mycket av det gröna i området och stänga av Eric Perssons väg för bilister.